# Hans Hildebrand
Hans Olof Hildebrand Hildebrand (5. april 1842 - 2. februar 1913) var en svensk historiker, søn af Bror Emil Hildebrand. 
Hildebrand blev 1860 student i Uppsala og 1866 Dr. phil.; efter at han 1865 var blevet ekstraordinær amanuensis i Vitterhetsakademien var han 1866—96 sekretær i Samfundet för utgifvandet af handlingar rörande Skandinaviens historia. I 1871 ordinær amanuensis efterfulgte han 1879 sin fader som rigsantikvar og sekretær i Vitterhetsakademien. I 1895 valgtes han ind i Svenska Akademien. Som forfatter har han udmærket sig ved en ualmindelig stor produktivitet; de betydeligste af hans arbejder er: Svenska folket under hednatiden (1866; ny udgave 1872, udgivet på tysk 1873), De förhistoriska folken i Europa (1873—80), Sveriges medeltid, 1—3 (1879—1903), Livet på Island under sagotiden (1867, ny udgave 1883), Folkens tro om sina döda (1874), Visby och dess minnesmärken (1892—93), Den kyrkliga konsten under Sveriges medeltid (ny udgave 1907); han har tillige været udgiver af "Kongliga Vitterhets-, historie- och antiquitetsakademiens Månadsblad" siden 1872 og "Antiquariskt tidskrift för Sverige" siden 1880. Af hans oversættelser må nævnes Snorre Sturlasons konungasagor (1869—71). 1888—1909 var han formand for den meget betydningsfulde "Svenska turistföreningen". I 1907 tog Hildebrand afsked som rigsantikvar.